# Cola nagadeboides
Cola nagadeboides là một loài bướm đêm trong họ Noctuidae.